# Jeux mondiaux de 2017
Navigation
Cali 2013 Birmingham 2022
Les Jeux mondiaux 2017 se déroulent du 20 au 30 juillet 2017 à Wrocław, en Pologne. Cette 10e édition de cette manifestation quadriennale regroupe, comme les autres éditions des Jeux mondiaux, des sports non inscrits au programme des Jeux olympiques.

## Sélection de la ville hôte
Quatre villes se sont déclarées candidates à l'organisation des Jeux mondiaux de 2017 : Budapest (Hongrie), Le Cap (Afrique du Sud), Gênes (Italie), et Wrocław (Pologne). Après l'examen des dossiers, Gênes ne fut pas retenue, et quelques jours avant la proclamation de la décision finale, Le Cap a retiré sa candidature.
La proclamation fut faite par Ron Froehlich, président de l'IWGA, le 12 janvier 2012, à Lausanne : la ville de Vratislavie est élue pour organiser ses Jeux mondiaux.
Les cérémonies d'ouverture et fermeture des jeux se dérouleront certainement au stade municipal. La Halle du Centenaire et la Halle Orbita accueilleront elles aussi diverses compétitions. 

## Programme
La cérémonie d'ouverture est prévue le 20 juillet. Le lendemain, le premier jour des compétitions présente six sports avec l'escalade, la danse, la nage avec palmes, le parachutisme, le roller et le sauvetage aquatique.
28 sports vont se succéder dans le programme officiel de la compétition, ainsi que 4 autres sports de démonstration. Les dernières remises de récompenses ont lieu le 30 juillet avec la cérémonie des podium de la boxe thaïlandaise, de la gymnastique, du hockey sur roulette, du ski nautique et du tir à la corde.

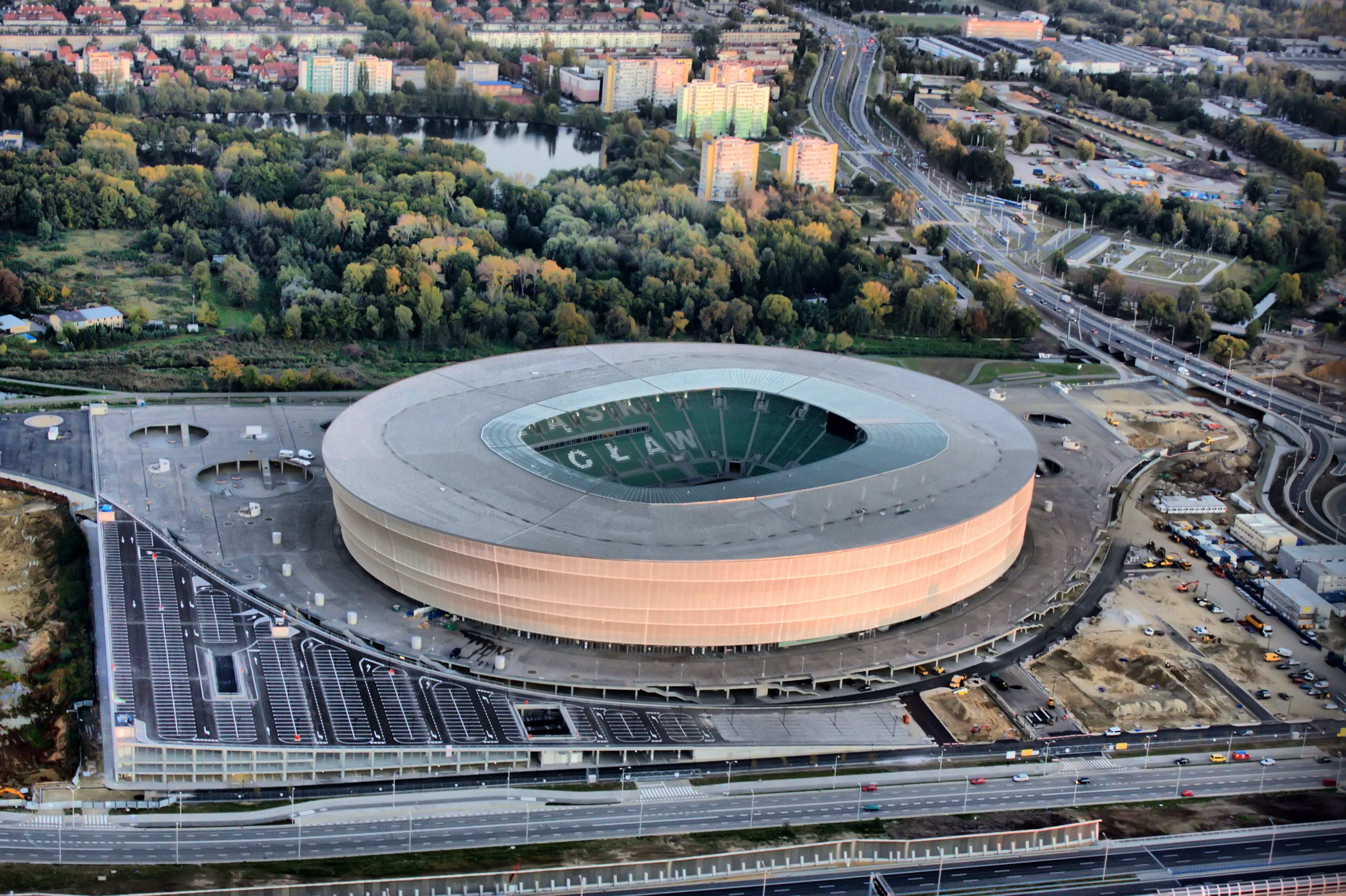
Le stade de Vratislavie accueillera la 10e édition des Jeux mondiaux

## Épreuves officielles
| Sports artistiques et de danse - Danse sportive - Gymnastique rythmique - Trampoline et tumbling - Gymnastique acrobatique - Gymnastique aérobic | Sports de balle - Kayak-polo - Fistball - Floorball - Beach handball - Korfball - Lacrosse - Squash | Arts martiaux - Ju-jitsu - Karaté - Muay-thaï - Sumo | Sports de précision - Tir à l'arc - Billard - Boules - Bowling | Sports de force - Force athlétique - Tir à la corde | Sports tendance - Sports aériens - Ultimate - Sauvetage sportif - Course d'orientation - Roller - Escalade - Nage avec palmes - Ski nautique et Wakeboard |

## Épreuves en démonstration
- Football américain
- Aviron Indoor
- Kickboxing
- Speedway

## Participation et fréquentation
Pour cette édition, 3 251 sportifs prennent part aux épreuves, représentants 111 délégations nationales, ce qui constitue un record pour les Jeux mondiaux.
La réussite publique est marquée par la vente de plus de 160 000 tickets. De plus, une partie des épreuves pouvait être vue sur 130 chaînes de télévision à travers le monde, et sur la Chaîne olympique. 

## Médailles

### Sports officiels
*  Pays organisateur 
| Rang  | Nation                 | Or  | Argent | Bronze | Total |
| ----- | ---------------------- | --- | ------ | ------ | ----- |
| 1     | Russie                 | 28  | 21     | 14     | 63    |
| 2     | Allemagne              | 17  | 10     | 14     | 41    |
| 3     | Italie                 | 16  | 13     | 13     | 42    |
| 4     | France                 | 14  | 14     | 15     | 43    |
| 5     | Ukraine                | 10  | 7      | 9      | 26    |
| 6     | Colombie               | 9   | 11     | 1      | 21    |
| 7     | Japon                  | 9   | 6      | 7      | 22    |
| 8     | Chine                  | 8   | 7      | 5      | 20    |
| 9     | États-Unis             | 7   | 10     | 5      | 22    |
| 10    | Belgique               | 7   | 9      | 8      | 24    |
| 11    | Hongrie                | 6   | 4      | 4      | 14    |
| 12    | Danemark               | 6   | 0      | 0      | 6     |
| 13    | Pologne                | 5   | 6      | 9      | 20    |
| 14    | Biélorussie            | 4   | 2      | 5      | 11    |
| 14    | Suède                  | 4   | 2      | 5      | 11    |
| 16    | Brésil                 | 4   | 2      | 2      | 8     |
| 17    | Suisse                 | 3   | 8      | 3      | 14    |
| 18    | Corée du Sud           | 3   | 6      | 3      | 12    |
| 19    | Australie              | 3   | 5      | 6      | 14    |
| 20    | Thaïlande              | 3   | 5      | 2      | 10    |
| 21    | Espagne                | 3   | 4      | 7      | 14    |
| 22    | Grande-Bretagne        | 3   | 4      | 4      | 11    |
| 23    | Argentine              | 3   | 1      | 2      | 6     |
| 24    | Iran                   | 2   | 8      | 1      | 11    |
| 25    | Pays-Bas               | 2   | 2      | 2      | 6     |
| 26    | Tchéquie               | 2   | 1      | 4      | 7     |
| 27    | Autriche               | 2   | 1      | 2      | 5     |
| 28    | Taipei chinois         | 1   | 4      | 3      | 8     |
| 29    | Canada                 | 1   | 3      | 2      | 6     |
| 30    | Mexique                | 1   | 1      | 3      | 5     |
| 31    | Chili                  | 1   | 1      | 2      | 4     |
| 32    | Mongolie               | 1   | 1      | 1      | 3     |
| 32    | Émirats arabes unis    | 1   | 1      | 1      | 3     |
| 34    | Azerbaïdjan            | 1   | 1      | 0      | 2     |
| 35    | Turquie                | 1   | 0      | 3      | 4     |
| 36    | Kazakhstan             | 1   | 0      | 2      | 3     |
| 37    | Maroc                  | 1   | 0      | 1      | 2     |
| 37    | Pérou                  | 1   | 0      | 1      | 2     |
| 39    | Algérie                | 1   | 0      | 0      | 1     |
| 39    | Moldavie               | 1   | 0      | 0      | 1     |
| 39    | Philippines            | 1   | 0      | 0      | 1     |
| 39    | Serbie                 | 1   | 0      | 0      | 1     |
| 39    | Viêt Nam               | 1   | 0      | 0      | 1     |
| 44    | Slovénie               | 0   | 4      | 2      | 6     |
| 45    | Venezuela              | 0   | 3      | 3      | 6     |
| 46    | Croatie                | 0   | 2      | 1      | 3     |
| 46    | Égypte                 | 0   | 2      | 1      | 3     |
| 48    | Israël                 | 0   | 1      | 5      | 6     |
| 49    | Finlande               | 0   | 1      | 2      | 3     |
| 50    | Hong Kong              | 0   | 1      | 1      | 2     |
| 50    | Roumanie               | 0   | 1      | 1      | 2     |
| 52    | Grèce                  | 0   | 1      | 0      | 1     |
| 52    | Jordanie               | 0   | 1      | 0      | 1     |
| 52    | Saint-Marin            | 0   | 1      | 0      | 1     |
| 55    | Portugal               | 0   | 0      | 3      | 3     |
| 56    | Nouvelle-Zélande       | 0   | 0      | 2      | 2     |
| 57    | République dominicaine | 0   | 0      | 1      | 1     |
| 57    | Lituanie               | 0   | 0      | 1      | 1     |
| 57    | Malaisie               | 0   | 0      | 1      | 1     |
| 57    | Monténégro             | 0   | 0      | 1      | 1     |
| 57    | Qatar                  | 0   | 0      | 1      | 1     |
| 57    | Afrique du Sud         | 0   | 0      | 1      | 1     |
| 57    | Slovaquie              | 0   | 0      | 1      | 1     |
| Total | Total                  | 199 | 199    | 199    | 597   |

À noter : initialement vainqueur du simple femme au bowling, l'Allemande Laura Beuthner a été disqualifiée pour manquement aux règles antidopage, affectant le bilan des médailles de l'Allemagne, des États-Unis, de la Colombie et de l'Ukraine.

### Sports de démonstration
| Rang  | Nation             | Or | Argent | Bronze | Total |
| ----- | ------------------ | -- | ------ | ------ | ----- |
| 1     | Ukraine            | 5  | 2      | 0      | 7     |
| 2     | Pologne            | 4  | 3      | 3      | 10    |
| 3     | Serbie             | 2  | 2      | 0      | 4     |
| 4     | Russie             | 2  | 0      | 1      | 3     |
| 5     | France             | 2  | 0      | 0      | 2     |
| 6     | Autriche           | 1  | 1      | 1      | 3     |
| 7     | Allemagne          | 1  | 1      | 0      | 2     |
| 7     | Turquie            | 1  | 1      | 0      | 2     |
| 9     | Tchéquie           | 1  | 0      | 0      | 1     |
| 9     | Pays-Bas           | 1  | 0      | 0      | 1     |
| 11    | Bulgarie           | 0  | 2      | 0      | 2     |
| 11    | Grande-Bretagne    | 0  | 2      | 0      | 2     |
| 13    | Suède              | 0  | 1      | 2      | 3     |
| 14    | Slovaquie          | 0  | 1      | 1      | 2     |
| 15    | Australie          | 0  | 1      | 0      | 1     |
| 15    | Bosnie-Herzégovine | 0  | 1      | 0      | 1     |
| 15    | Canada             | 0  | 1      | 0      | 1     |
| 15    | Mexique            | 0  | 1      | 0      | 1     |
| 19    | Thaïlande          | 0  | 0      | 2      | 2     |
| 19    | États-Unis         | 0  | 0      | 2      | 2     |
| 21    | Biélorussie        | 0  | 0      | 1      | 1     |
| 21    | Chine              | 0  | 0      | 1      | 1     |
| 21    | Croatie            | 0  | 0      | 1      | 1     |
| 21    | Hongrie            | 0  | 0      | 1      | 1     |
| 21    | Iran               | 0  | 0      | 1      | 1     |
| 21    | Israël             | 0  | 0      | 1      | 1     |
| 21    | Maroc              | 0  | 0      | 1      | 1     |
| 21    | Moldavie           | 0  | 0      | 1      | 1     |
| Total | Total              | 20 | 20     | 20     | 60    |

À noter : initialement médaillés le Brésilien Guto Inocente (vainqueur en kick-boxing) et le Polonais Bartosz Zablocki (en argent en aviron indoor), ont été disqualifiés pour manquement aux règles antidopage, ce qui eut des conséquences sur le bilan des médailles de la Pologne, du Brésil, de l'Ukraine, de la Hongrie et de la Turquie.